# Pedinogyra minor
Pedinogyra minor är en snäckart som först beskrevs av Mousson 1869.  Pedinogyra minor ingår i släktet Pedinogyra och familjen Caryodidae. Inga underarter finns listade i Catalogue of Life.